# Fiat Neckar Jagst
La Fiat Jagst 600 est une automobile fabriquée sous licence par le constructeur allemand Fiat-NSU, renommé en 1960 « Fiat Neckar », à partir de mars 1956, dans son usine de Heilbronn, près de Stuttgart. Le modèle connaîtra trois séries jusqu'en 1969.

## Histoire
À partir de 1922, le constructeur allemand NSU commence à fabriquer sous licence des modèles FIAT. Il devient très rapidement la seconde marque la plus vendue en Allemagne. En 1929, l'entreprise fait faillite une première fois et le groupe Fiat Italie rachète la société et reprend la fabrication de ses propres modèles. L'activité sous le nom Fiat-NSU se poursuit jusqu'au 31 décembre 1959, date à laquelle les héritiers de NSU veulent reprendre la fabrication d'automobiles sous le nom NSU. Le 1er janvier 1960, les modèles Fiat-NSU sont rebaptisés « Fiat Neckar ». Malgré la vente du brevet du moteur rotatif Wankel à Mazda et Citroën et le titre de voiture de l'année 1968 obtenu devant la Fiat 125 avec la très belle NSU Ro 80, NSU fait à nouveau faillite en 1968. La société est reprise par Volkswagen qui la fusionne avec Auto Union pour créer Audi.

## Jagst 600
Après avoir fabriqué la Fiat 500 Topolino depuis 1951, la direction du constructeur allemand décide de la remplacer par la Fiat 600. La production de la FIAT-NSU Jagst 600 débute en mars 1956 dans l'usine d'Heilbronn. Le modèle est strictement identique à l'original italien aux logos et la calandre près. On retrouve un ajout sur la face avant, caractéristique de la marque. Cette première série dispose de vitres descendantes sans déflecteur.
La Jagst 600 est équipée du moteur Fiat type 100 de 633 cm3 développant 19 ch DIN.
Elle restera en production jusqu'en fin d'année 1959, date à laquelle la marque Fiat-NSU disparait pour devenir Fiat Neckar.

## Jagst 770
À partir du 1er janvier 1960, le nom NSU redevient la propriété des héritiers allemands et Fiat-NSU devient Fiat Neckar. Le constructeur en profite pour rafraîchir son modèle à succès en apportant quelques modifications, comme l'avait fait l'original italien avec l'évolution de la Fiat 600 en 600D :
- les portières, bien que s'ouvrant toujours face au vent, sont équipées de déflecteurs ;
- la finition intérieure est plus soignée et l'instrumentation complétée ;
- le moteur de 633 cm3 est remplacé par la nouvelle version du Fiat 100, le 100D de 767 cm3 développant 23 ch DIN.

Ce modèle, suivant l'évolution de l'original italien, sera fabriqué de janvier 1960 à septembre 1964.

## Jagst 2

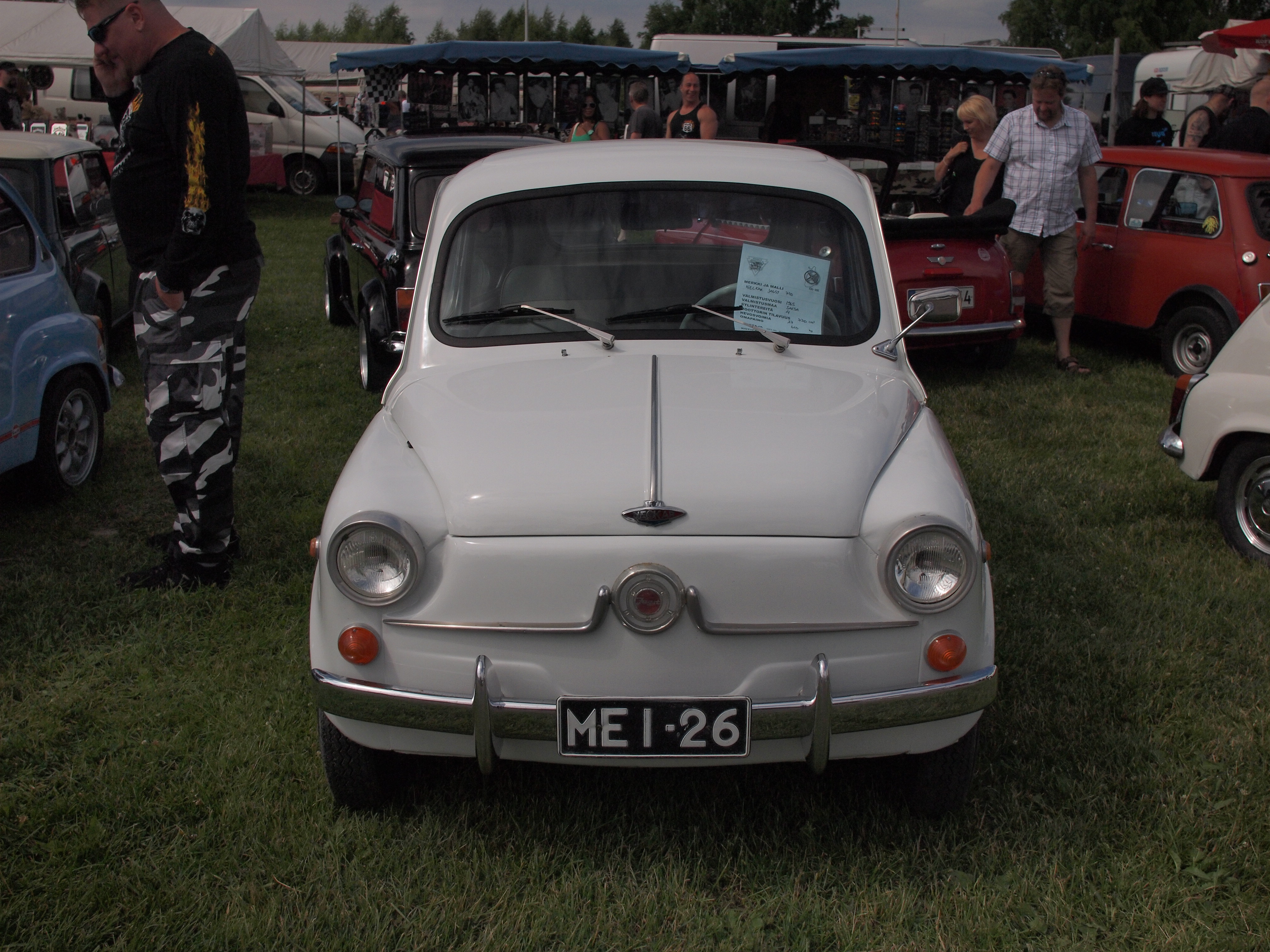
Fiat Neckar Jagst 2.

Lors du salon de l'automobile de Francfort en septembre 1964, la Jagst 770 reçoit quelques légères modifications de carrosserie. Elle se met en conformité avec les nouvelles directives européennes du code de la route en inversant le sens d'ouverture des portières qui s'ouvrent désormais contre le vent. La face avant est allégée sans la calandre qui avait caractérisé les précédents modèles.
Elle conserve le moteur Fiat 100D de 767 cm3 sans modification de puissance jusqu'à l'arrêt de la fabrication en septembre 1966.

## Production
Au total, ce sont 171 355 exemplaires de Jagst qui ont été fabriqués à Heilbronn entre 1956 et 1967. Ce modèle, initialement destiné uniquement au marché allemand, sera importé en France en petit nombre et commercialisé par le réseau Chardonnet qui a aussi distribué les marques Autobianchi, Lancia et certains modèles Fiat produits hors d'Italie, les Polski-Fiat et Zastava.

## Modèles dérivés

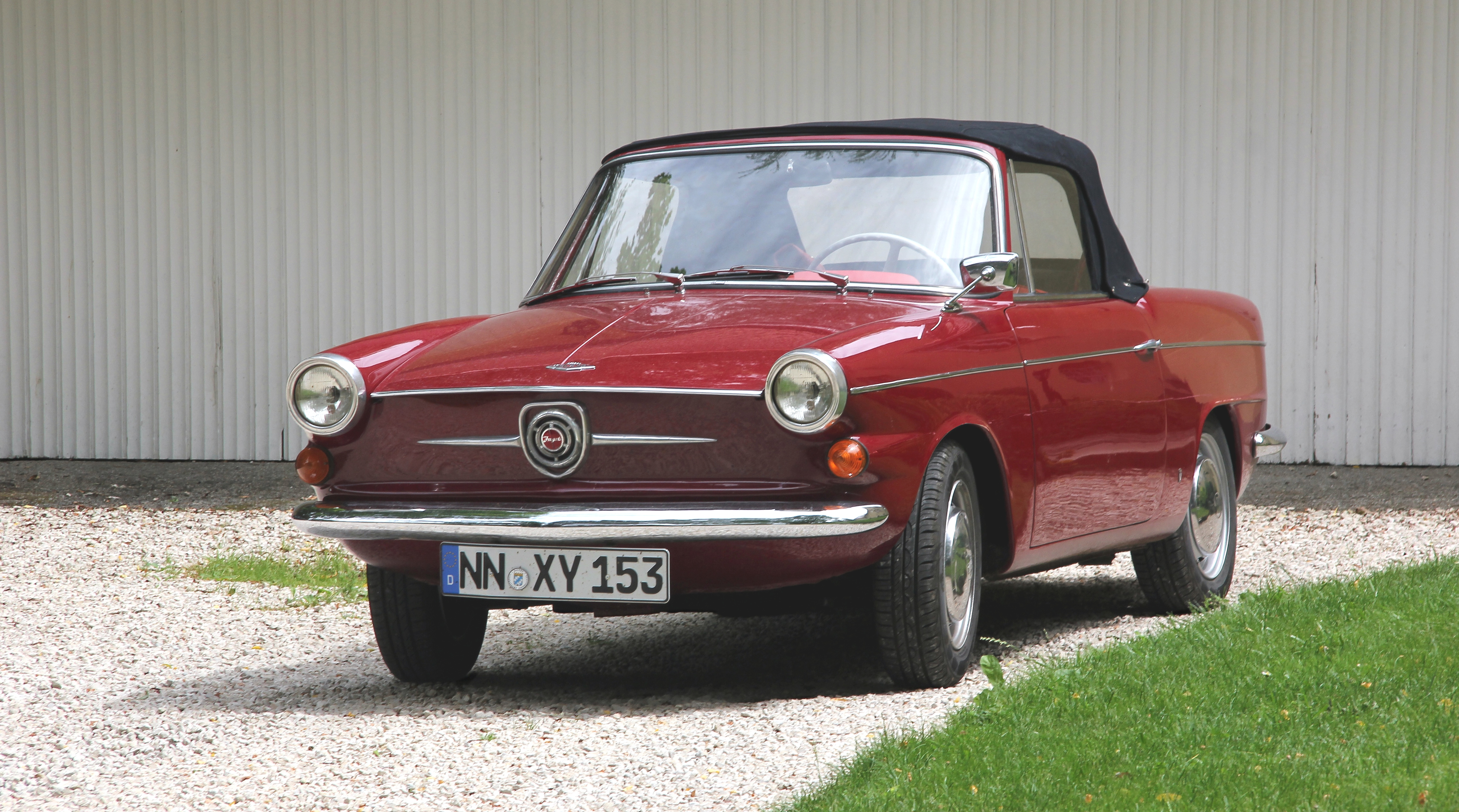
Fiat Neckat Riviera Vignale Cabriolet.

Les Fiat Neckar Riviera 770 Coupé et Spyder, lancés en 1961, copies de la Fiat 770 argentine, resteront en production jusqu'en septembre 1963.

## Modèles similaires
- Fiat 600 Italie — Argentine — Belgique — Chili — Colombie
- Fiat 600 Multipla
- Fiat 750 Abarth
- Fiat 600 Savio Jungla
- Seat 600
- Seat 800
- Zastava 750
- Fiat Steyr 600